# NutriAsia
NutriAsia, Inc. è una multinazionale alimentare privata filippina con sede a Taguig.
La società è stata fondata il 1º ottobre 1991 da Joselito D. Campos Jr., il figlio maggiore del fondatore di Unilab Jose Yao Campos. È una delle principali aziende di condimenti nelle Filippine.

## Storia
Il fondatore Joselito D. Campos Jr. fondò Enriton Natural Foods, Inc. nel 1991, con Nelicom come unico marchio. Nel 1992, la società acquisì Jufran e Mafran, mentre entrava anche in una joint venture con Acres & Acres. La joint venture sarebbe stata quindi chiamata Southeast Asia Food Inc. (SAFI). Nel 1996, SAFI acquisisce Universal Foods Corporation (UFC) e fonda la holding NutriAsia, Inc. per l'acquisizione.
Nel 2001, NutriAsia si associò alla società statunitense H.J. Heinz Company (ora Kraft Heinz) per formare la joint venture Heinz-UFC Philippines, Inc., che operò fino al 2006.
Nel 2006, la società acquisì la quota del 50 percento di Heinz nella joint venture e sarebbe stata rinominata UFC Philippines, Inc.
Nel 2009, le sussidiarie della società includono Southeast Asia Food, Inc. (SAFI) e UFC Philippines, Inc. sono state assorbite nella holding NutriAsia, Inc.
Nel 2014, NutriAsia ha acquisito Silver Swan Manufacturing Company, Inc. e in seguito ha rinominato la società come First PGMC Enterprises, Inc.

## Marchi
- Alcopro
- Amihan
- Big2
- Datu Puti
- Golden Fiesta
- Jufran
- Locally
- Mafran
- Mang Tomas
- Nelicom
- Papa
- Silver Swan
- UFC